# Petit-Rechain
Petit-Rechain (auf wallonisch Pitit-Rtchin) ist eine Teilgemeinde der belgischen Stadt Verviers in der Provinz Lüttich in der Wallonie. Petit-Rechain war bis zur Gemeindereform von 1977 eine selbständige Gemeinde.

## Persönlichkeiten
- Laurent-Benoît Dewez (1731–1812), Architekt
- Philippe Maystadt (1948–2017), Politiker und Ökonom
- Melchior Wathelet (* 1949), Politiker